# Доко Доков
Доко Доков е български скулптор.

## Биография
Доко Доков е роден в Казанлък на 1 май 1929 г. Учи скулптура във ВИИИ „Николай Павлович“ в ателието на проф. Любомир Далчев. Завършва през 1960 г. и се установява в София. През 1980-те живее в къща на един от ръкавите на язовир „Копринка“. Доко Доков почива на 29 юни 2013 г. в Казанлък.
За принос в развитието на културния живот в родния му град на 31 май 2013 г. Доко Доков е удостоен със званието „Почетен гражданин“ на Казанлък.

## Творчество
- 1956 – композиция „Борбата на Крали Марко и Муса Кеседжия“
- 1962 – керамичната композиция „Певец от Родопите“ и каменната фигура „Художничка“, с които участва в Общата художествена изложба
- 1965 – композиция „Икар“, за летище Бургас
- 1966 – декоративното пано „Хайдут Сидер“, за ЖП гара Горна Оряховица
- 1965 – пластика на автогара Велико Търново
- 1965 – пластика на автогара Омуртаг
- 1968 – пластика на автогара Севлиево
- 1968 – пластика на автогара Павликени

В периода 1960 – 1968 участва на почти всички организирани Общи художествени изложби със свои творби, сред които са „Ловци“, „Хайдутин“, „Средновековен певец“, „1877 година“ и др. Предпочита керамика и метал.
- 1969 – Организира в София изложбата „Керамика и цветя“ съвместно с Вангел Стратиев.
- 1973 – 74 – пластичната композиция от алуминий „Кольо Фичето“ и голямо декоративно пано от шамот „Строители“, за новата сграда на Стройрайона в Казанлък
- 1974 – пластичното оформление на магазин „Русе“ в Русе, „Адам и Ева“ за вратите на санаториума в Девин и др.

След това реализира няколко поръчки за витражи в София и страната. Проявява се интересът му към парковата пластика. Паралелно с творчеството, провокирано от множеството обществени поръчки, той започва да отделя все повече време за т.нар. малки скулптурни форми.
През 80-те и 90-те години интересът му се насочва към малката пластика в метал и камък. Прилага малко срещани камъни и минерали като оникс, алабастър, арагонит, ахат, флорит и др. Сред получилите популярност негови творби са „Птици“, „Паун“, „Пеперуда“, „Севт“, „Похищението на Европа“, „Младост“, „Леда и лебеда“, „Орфей“ и др. С пластики от този период открива три изложби в Париж, както и свои експозиции в Германия, Испания, Италия.
В края на 80-те години чрез агенция „Хемус“ негови произведения са откупени от частни колекционери в Япония, Германия, Франция, Холандия и т.н. Следващото десетилетие негови пластики са откупени за Сирия, Италия, САЩ, централата на ООН, Таджикистан и др.
През последните три десетилетия от живота си Доко Доков все повече време прекарва в Казанлък. Преустройва къща на един от ръкавите на язовир „Копринка“ в дом за живеене и ателие за творчество.
- 1985 – представя творбите си от този период в самостоятелни изложби в Казанлък и Стара Загора.

Реставрира Лъвовата чешма – един от символите на Казанлък.
Прави дарения на Художествената галерия на Казанлък от 10 свои пластики, оценявани за над 100 хил. лв.
Доко Доков става автор на две емблематични скулптури в центъра на Казанлък:
- Статуя на тракийката на централния площад „Севтополис", която скоро след монтирането ѝ в центъра на Казанлък става една от емблемите на града
- Статуя „Японката“

През 1997 е сред участниците в пленера „В долината на розите“.
- 2004 – моделира първото художествено копие на бронзовата глава на тракийския цар Севт ІІ, открита при разкопките на могилата Голяма Косматка